# Planetarium am Insulaner

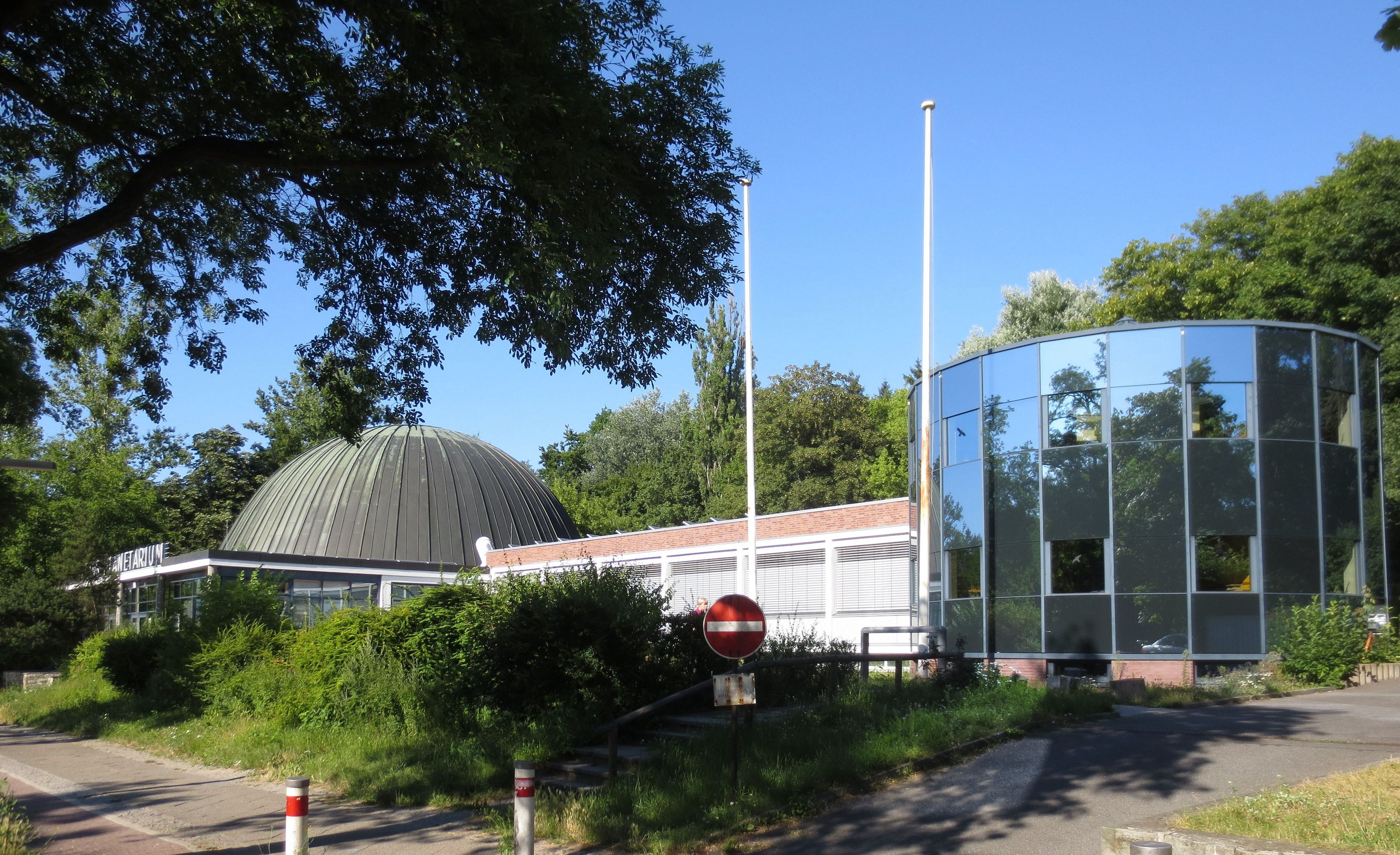
Planetarium am Insulaner, 2013

Das Planetarium am Insulaner im Berliner Ortsteil Schöneberg ist ein Großplanetarium mit 291 Sitzplätzen. Es liegt am Munsterdamm 90 – am Fuße des Insulaners, auf dessen Gipfel sich etwa 100 m östlich die Wilhelm-Foerster-Sternwarte befindet. Beide Institutionen wurden bis zum 30. Juni 2016 vom Verein Wilhelm-Foerster-Sternwarte e. V. betrieben, seit 1. Juli 2016 gehören sie zusammen mit der Archenhold-Sternwarte in Alt-Treptow und dem Zeiss-Großplanetarium in Prenzlauer Berg zur Stiftung Planetarium Berlin. Seit Sommer 2023 ist es für einige Jahre zwecks umfangreicher Baumaßnahmen geschlossen. Bis zur Renovierung zählte das Planetarium sechs Millionen Besucher.

## Geschichte des Planetariums

### 1965 bis 2016
Am 18. Juni 1965 wurde das Planetarium eröffnet. Die Kuppel hat einen Durchmesser von 20 Metern. Der in Oberkochen gebaute Sternprojektor vom Typ Zeiss Vb konnte Sterne an die Decke des Planetariums projizieren.
Der Bau ersetzte das im Zweiten Weltkrieg zerstörte Planetarium am Bahnhof Zoo, das seit 1943 als Kino für Soldaten genutzt worden war. In Berlin gab es 1965 nur das Kleinplanetarium in der Archenhold-Sternwarte in Berlin-Treptow, das jedoch aufgrund der Teilung der Stadt nicht mehr allen Besuchern zugänglich war. Mit Unterstützung des Bezirks Schöneberg sowie der  Senatsverwaltung für Schulwesen und mit finanziellen Mitteln der Berliner Klassenlotterie entstand das Zeiss-Planetarium nach Plänen und unter der Leitung des Architekten Carl Bassen, der auch die Sternwarte auf dem Insulaner errichtet hatte. Der Standort am Fuß des Insulaners bot von Beginn an die Möglichkeit, eine 360°-Projektion im Planetarium mit den Möglichkeiten der Beobachtung des natürlichen Sternenhimmels mithilfe der optischen Instrumente in der benachbarten Wilhelm-Foerster-Sternwarte zu kombinieren.
Im Jahr 1980 wurde damit begonnen, den Bürobau zu errichten. Mit dem Bau eines Sonnenteleskops auf dem Dach des Planetariums 1982 wurde eine direkte Übertragung des Bildes in das Planetarium möglich. Witterungsbedingt war dieses mit der Zeit so stark beschädigt, dass es nicht mehr einsatzfähig war. 1988 brannte die Außenhülle des Planetariums und musste repariert werden. Die Technik blieb unversehrt, allerdings mussten das Kupferdach und die Bestuhlung erneuert werden.
Im Zuge einer baulichen Erweiterung entstand im Jahr 1989 die astronomische Bibliothek. Seit 1991 stehen sowohl die Wilhelm-Foerster-Sternwarte als auch das Planetarium am Insulaner unter Denkmalschutz. Im Jahr 2003 wurde die Innenkuppel des Planetariumssaals erneuert und 2010 die Planetariumstechnik um ein 360°-Fulldome-System erweitert.
Im Juni 2015 feierte das Planetarium am Insulaner seinen 50. Geburtstag mit zahlreichen Programmpunktenund einer Festschrift.

### Seit 2016
Seit dem 1. Juli 2016 gehören das Planetarium am Insulaner und die Wilhelm-Foerster-Sternwarte zur neu gegründeten Stiftung Planetarium Berlin, die alle astronomischen Einrichtungen Berlins unter einem Dach vereint. Der Verein Wilhelm-Foerster-Sternwarte e. V., der beide Einrichtungen am Insulaner bis dahin betrieben hatte, übernimmt seitdem als Förderverein weiterhin verschiedene Aufgaben.
Bis Juli 2023 zählte das Planetarium sechs Millionen Besucher. Seither ist es für mehrere Jahre zum Zwecke umfangreicher Umbau- und Erweiterungsmaßnahmen geschlossen. Ziel ist die Errichtung eines astronomischen Bildungszentrums, ausgestattet mit neuester Technik, unter anderem werden ein neuer Sternprojektor und neue Projektoren eingebaut. Äußerlich wird das Gebäude gemäß des Denkmalschutzes zurück in seine ursprüngliche Form geführt und der überdachte, offene Eingangsbereich freigelegt.

## Gebäude

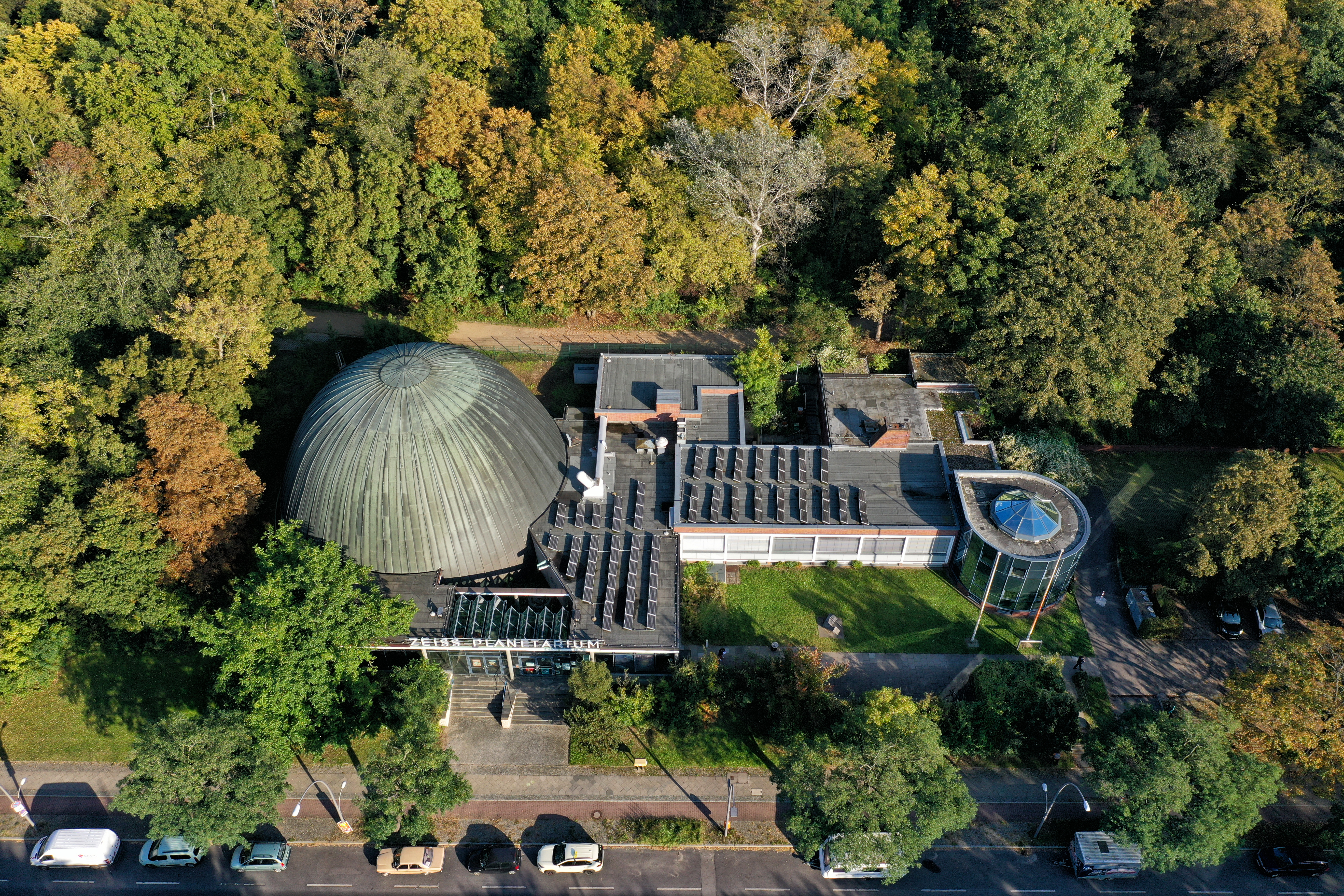
Planetarium am Insulaner, Luftbild, 2021

Charakteristisch für das Planetarium ist die vom Munsterdamm sichtbare Kuppel, in der auch der Vortragssaal untergebracht ist. Unter der 20-Meter-Kuppel fanden bis zu 291 Personen in Liegestühlen Platz. Vor dem Saal befindet sich das Foyer. Das Gebäude war zudem mit einem Seminarraum, Büros und der als Rundbau gestalteten astronomischen Bibliothek ausgestattet.

## Technische Ausstattung
Das Planetarium am Insulaner arbeitet mit einem Hybridsystem. Es ermöglicht die Kombination des im Boden versenkbaren Sternprojektors von 1965, der insgesamt über 8900 Sterne erzeugen kann, mit 360°-Fulldome-Projektionen. Mit Hilfe von Zusatzgeräten lassen sich zudem Kometen, Sternschnuppen, Koordinatensysteme oder Mond- und Sonnenfinsternisse vorführen. Das Powerdome Velvet System von Zeiss ermöglicht seit 2010 Bilder und Videos mit acht Videoprojektoren für die 360°-Fulldome-Projektionen in die Kuppel. Die auf astronomischen Datenbanken zurückgreifende 3D-Software kann dabei das gesamte beobachtbare Universum visualisieren. Der Laser ist ein Diodenlaser von Omicron-Laserage. Steuerung und Effektbänke, ebenfalls von Omicron-Laserage, stammen von 1997.
Zur Schaffung dieses Hybridsystems wurden 2010 rund 3,9 Millionen Euro aus Steuern und Lottomitteln aufgebracht.
Im Vortragssaal unter der Kuppel ist seit 1965 rundum am Horizont ein vom Insulaner aus gesehenes Panorama Berlins angedeutet, sodass für die Besucher ein realistischer Eindruck des Sternenhimmels entsteht.

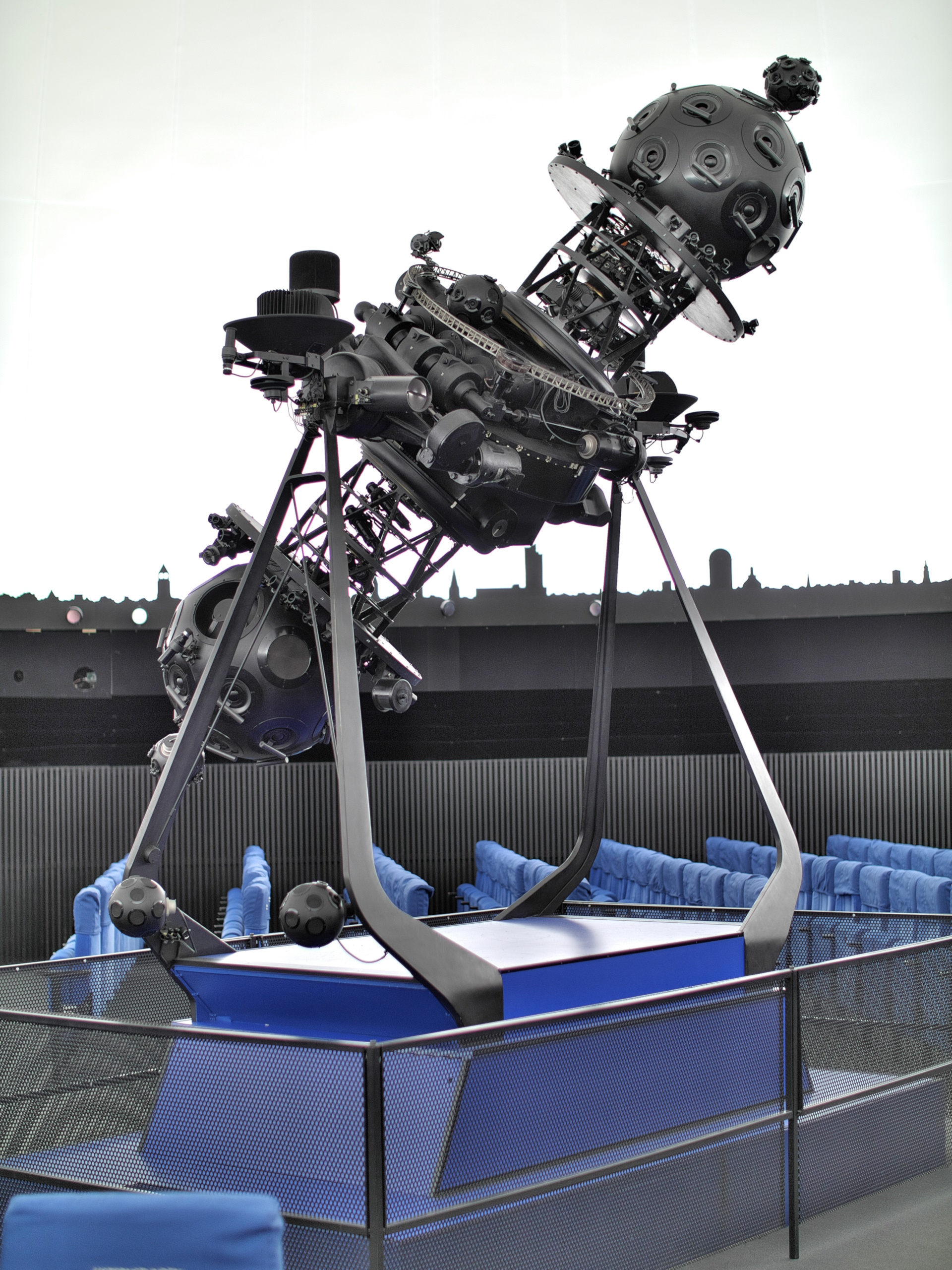
Sternprojektor, im Hintergrund am Kuppelrand Stadtsilhouette
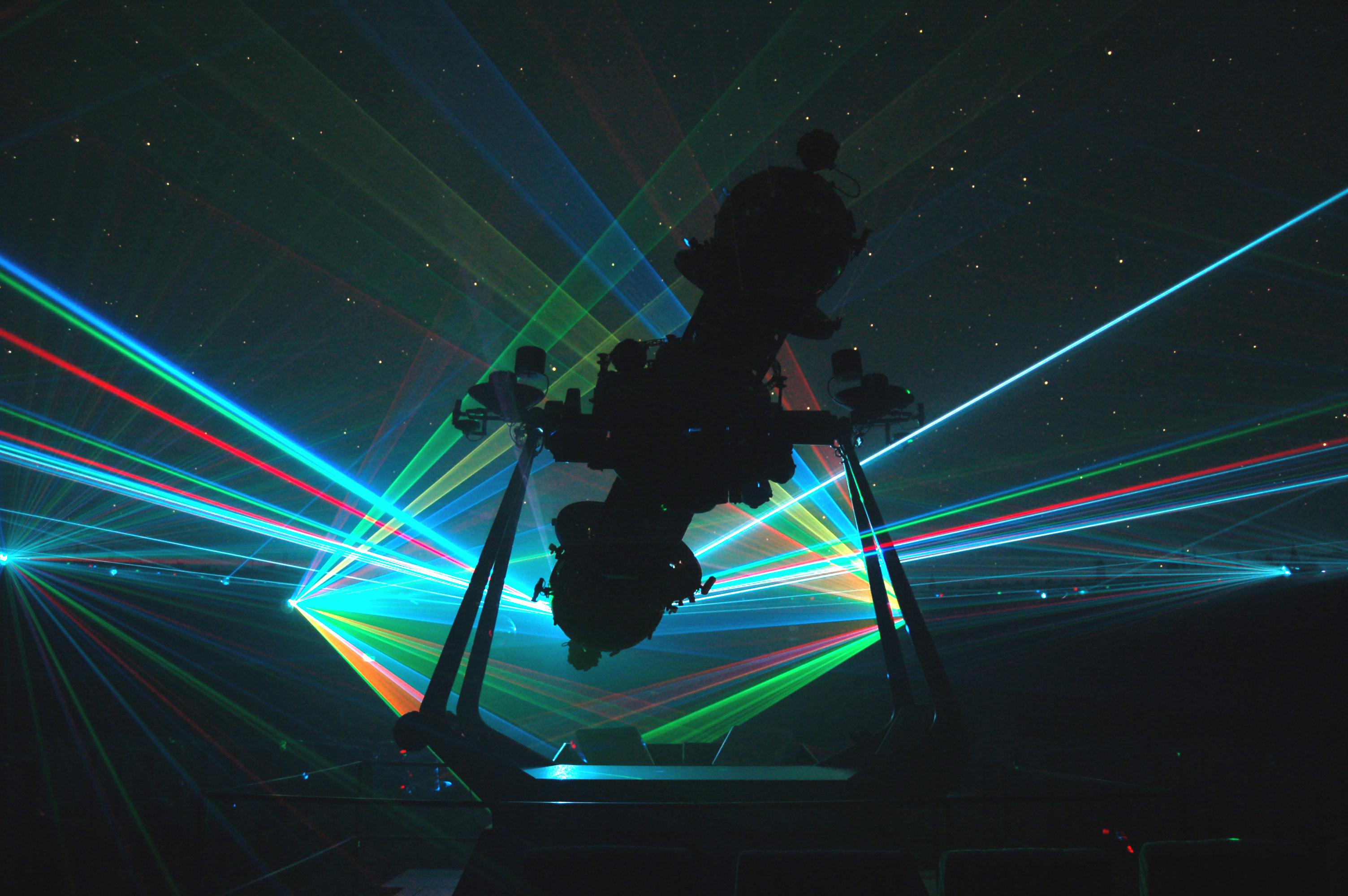
Sternprojektor während einer Lasershow (2007)
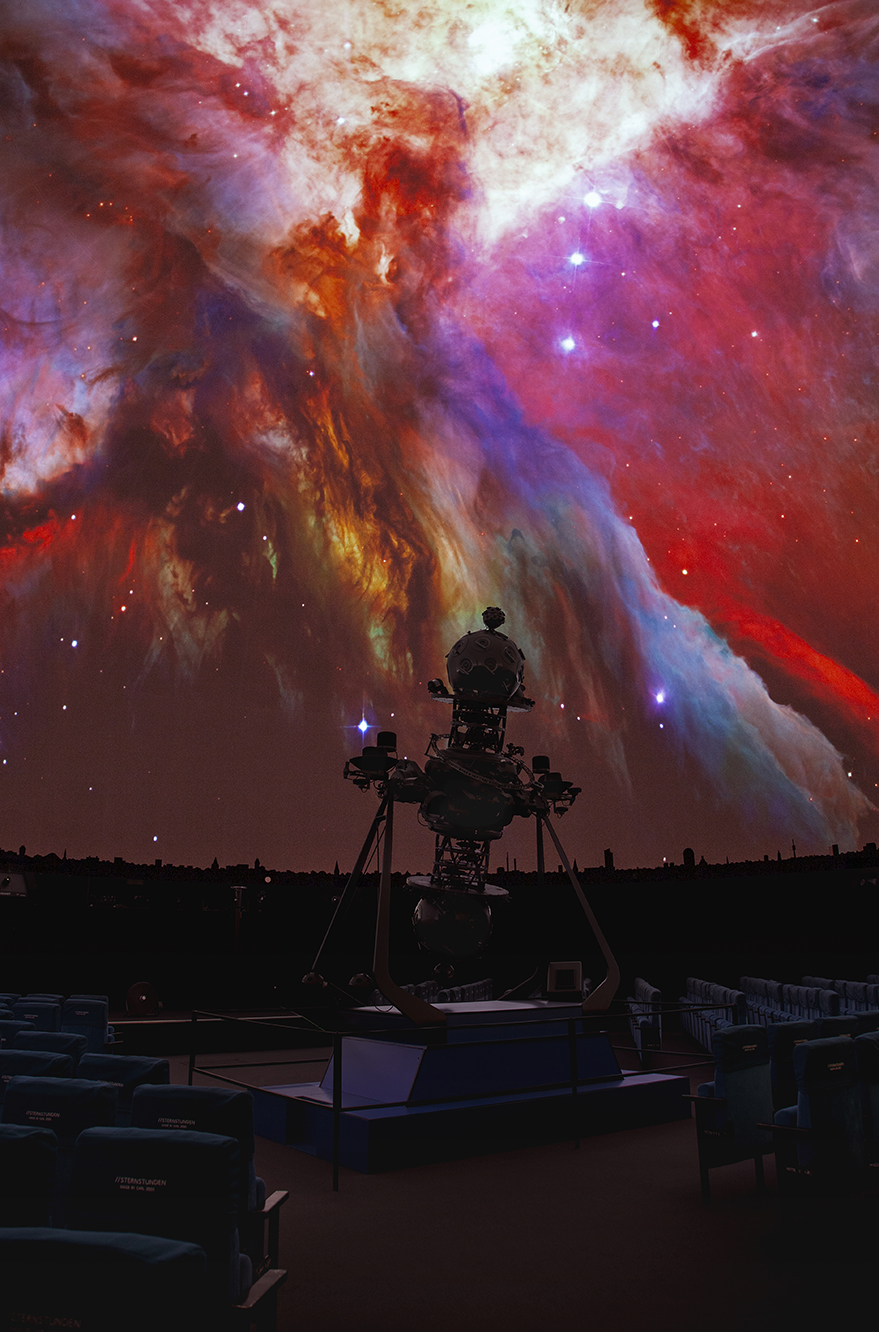
Planetariumssaal mit Kuppelprojektion und ausgeschaltetem Sternprojektor

## Veranstaltungen und Inhalte

### Kinderprogramme
Unter der Woche besuchen viele Kindergarten- und Schulklassengruppen auf das jeweilige Alter, beginnend ab vier Jahren, abgestimmte Veranstaltungen. Darunter gibt es Klassiker der Kinderliteratur, aufbereitet für ein Fulldome-Erlebnis, wie Armstrong – Die abenteuerliche Reise einer Maus zum Mond  nach dem Bestseller von Torben Kuhlmann oder Programme wie Jenseits der Sonne – Auf der Suche nach einer neuen Erde, die die Kinder an die Grundlagen der Astronomie heranführen. Schulkinder reisen unter anderem Mit Raketen zu Planeten  oder mit dem Raumschiff Erde.

### Vorträge zu astronomischen Themen
Mehrmals pro Woche finden Veranstaltungen aus dem Themengebiet der Astronomie und der angrenzenden Wissenschaften statt, die verständlich und visuell unterstützt aufbereitet sind. Hier reichen die Themen von Schwarzen Löchern über Polarlichter, die Entstehung der Erde bis hin zu einem Spaziergang am aktuellen Himmel über Berlin. Mittwochs werden in den Mittwochsvorträgen „Wissenschaft live“ spezielle astronomische Themen von Gastwissenschaftlern vorgestellt und können von den Besuchern diskutiert werden. Diese Vortragsreihe wird seit der Schließung im Jahr 2023 im Rathaus Schöneberg fortgesetzt.

### Kulturelle Veranstaltungen
Es gibt auch zahlreiche Veranstaltungen, bei denen der Sternenhimmel als Kulisse dient, so zum Beispiel literarische Vorstellungen oder Musikprogramme mit klassischer Musik über die Musik des 19. Jahrhunderts bis zu elektronischer Musik. Auch Livekonzerte sind im Programm. Ferner gibt es Hörspielkinos in Zusammenarbeit mit dem Rundfunk Berlin-Brandenburg, bei denen Krimis, Thriller und Klassiker der Literatur dargeboten werden.

### Arbeitsgemeinschaften
In Kooperation mit dem Verein der Wilhelm-Foerster-Sternwarte werden verschiedene Arbeitsgemeinschaften durchgeführt, die auch Nichtmitgliedern offen stehen. Die Astronomische Arbeitsgemeinschaft ist ein allgemeiner Treffpunkt für Amateurastronomen, darüber hinaus gibt es Arbeitsgemeinschaften zu unterschiedlichen Themen (zum Beispiel Astrofotografie, Astronomiegeschichte, Berliner Mondbeobachter, Theorie).